# メル・ハーダー
メルビン・リロイ・ハーダー（Melvin Leroy Harder, 1909年10月15日 - 2002年10月20日）は、アメリカ合衆国のプロ野球選手・指導者。MLBで活躍した名投手であり、名投手コーチとしても知られる。右投右打。
選手としては、1928年から1947年までは選手として、クリーブランド・インディアンス一筋で活躍し、1949年から1963年までは、最も高い評価を受けるピッチングコーチの一人として、インディアンスで計36シーズンを過ごした。当時ハーダーの樹立したチーム記録のうち、勝利数（223）、先発登板数（433）、投球回（3426 - 1/3）は後輩のボブ・フェラーに破られたが、現在でも582試合登板のチーム記録を保持している。引退時には、アメリカン・リーグで通算勝利数9位、通算登板試合数8位、通算先発登板数10位であった。また、守備が得意なことでも知られており、アメリカン・リーグの刺殺数1位を4度記録した。
ニックネームは「Chief」。

## 経歴
ネブラスカ州ビーマーで生まれ、ネブラスカ州北オマハ工業高校を卒業後、1928年にクリーブランド・インディアンスに入団し、救援投手としてデビュー。素晴らしいカーブと速球に加え、優れたコントロールを武器にした投球スタイルだった。
1930年に先発ローテーションに加わると、1932年までの3シーズンで39勝37敗を記録した。この間1932年7月31日にはミュニシパル・スタジアムのこけら落としの試合に先発した。
1933年には、防御率2.95を記録し、チームメイトのモンテ・ピアソンの2.33に次いでリーグ2位となった。なお、現行ルール（規定投球回＝チーム試合数）では、ピアソンは135回しか投げておらず、ハーダーが1位となっている。
1934年には、6完封を含む20勝を挙げ、防御率2.61はレフティ・ゴメスに次いで2位であった。1935年は、勝ち星と投球回でウェス・フェレルに次いで2位、防御率3.29はリーグ5位だった。肘と肩を傷めた後も、1936年から1939年までのシーズンでは毎年15勝以上の勝ち星をあげた。また、1932年、1933年、1935年、1938年の4回アメリカンリーグの刺殺数1位になっている。
1930年代の オールスターゲームでの活躍は突出ひており、1934年から1937年の4試合すべてに出場し、13イニング連続自責点なしを記録した。1934年の試合では、8対6とリードながら、ノーアウトでランナーが2人残った状態でレッド・ラフィングを救援し、ダブルスチールの間に1点こそとられたものの、自身が投げた5回をヒット1本に抑え、アメリカンリーグの9対7での勝利に貢献した。1935年は、3回を0点に抑えセーブを記録し、チームも4対1で勝利した。また、1937年にも3回を完封し、8対3での勝利に貢献した。なお、1936年は、地元クリーブランドでの開催で、ハーダーは2回を投げたがチームは4対3で敗れた。
1940年は12勝11敗に終わったが、インディアンスは、デトロイト・タイガースに1ゲーム差でシーズンを終えた。このシーズンが、ハーダーのキャリアのうちインディアンスが首位から10ゲーム差以内で終えた唯一のシーズンとなった。
1944年に200勝を達成後、数年間勝率5割前後の成績を続け、1947年に現役を引退した。通算の防御率は3.80、奪三振1160であり、通算223勝186敗は当時のチーム記録であった。皮肉なことに、インディアンスがワールドシリーズを勝ったのは、ハーダーが引退した後、投手コーチとしてチームに復帰する前年の1948年であった。
1949年から1950年代にかけて、インディアンスの「ビッグ4」として知られたボブ・フェラー、ボブ・レモン 、アーリー・ウィンとマイク・ガルシアを指導した。1940年代半ばには、レモンを内野手から主力投手にコンバートすることに成功し、ウィンにはカーブとチェンジアップを教えた。1953年には、レモンがハーダーの記録に並ぶ4度目の刺殺数1位となり、翌1954年にはレモンがハーダーの記録を破る5度目の刺殺数1位を獲得しインディアンスは2度めのリーグ制覇を成し遂げたが、ワールドシリーズでは、 ニューヨーク・ジャイアンツに敗れた。1955年には、ハーダーの指導によりカーブの切れ味を増したハーブ・スコアがアメリカンリーグの新人王に選ばれた。ハーダーは1961年の最終戦と1962年の最後の2戦で監督代行を務めたが、これら3試合では全て勝利している。ハーダーが1963年にチームを離れるまでに、サム・マクダウェル 、トミー・ジョン、ルイス・ティアントなどの有望な若手投手が彼の指導を受けたものと思われる。インディアンス退団後、ニューヨーク・メッツ（1964年）、シカゴ・カブス（1965年）、シンシナティ・レッズ（1966年から1968年）、カンザスシティ・ロイヤルズ（1969年）でコーチを歴任した。
投手としての主な球種は1936年頃まではシンキングファストボール、カーブ、チェンジアップ。
1937年頃からはシンキングファストボール、カーブ、スライダー、チェンジアップ。
投球フォームはオーバーハンド。
(米書　「guide　to　pitchers」)より　

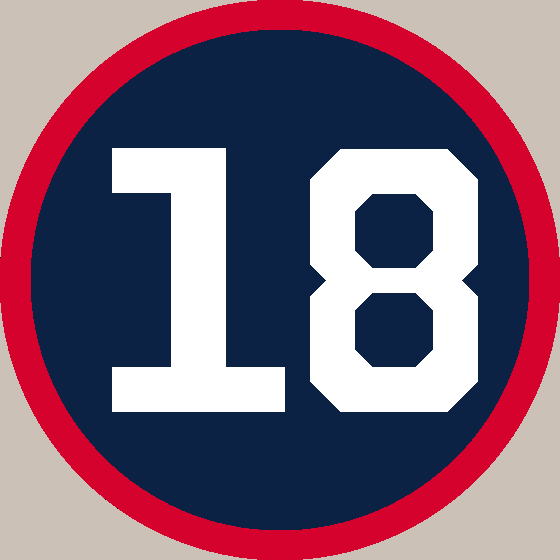
ハーダーの背番号「18」。
クリーブランド・インディアンスの永久欠番に1990年指定。

1990年、インディアンスはハーダーの現役、監督時につけていた背番号『18』を永久欠番に指定した（なお、コーチ時代としては43と2を付けていた）。また、2001年にインディアンスのトップ100選手に選ばれた。
2002年、オハイオ州チャードンで93歳で死去した。死去当時、5人しか残っていなかった1920年代に活躍した選手の一人だった。

## 記録など
- オールスターゲームで10イニング以上自責点なしの唯一の投手
- メジャーリーグの歴史の中でただ一人、選手、コーチの両方で20年のキャリアを持っている。
- 1チームでの投手キャリアでハーダーを超えるのは、ウォルター・ジョンソンとテッド・ライオンズのみである。
- ジョー・ディマジオは 、他の投手よりもハーダーを苦手にしていた。ディマジオのハーダーに対する生涯打率は0.180であり、1940年には1試合で3三振を喫している。
- 野球殿堂入りした選手及び有資格者の中で単一の本拠地で20シーズン活躍した唯一の選手。
- ハーダーの最初の投球は、1932年のミュニシパル・スタジアムであり、最後の投球も同所である。また、インディアンスがジェイコブズ・フィールドから移転する1993年の最終戦のセレモニーでも投球を行った。

## 詳細情報

### 年度別投手成績
| 年 度      | 球 団      | 登 板 | 先 発 | 完 投 | 完 封 | 無 四 球 | 勝 利 | 敗 戦 | セ 丨 ブ | ホ 丨 ル ド | 勝 率 | 打 者 | 投 球 回 | 被 安 打 | 被 本 塁 打 | 与 四 球 | 敬 遠 | 与 死 球 | 奪 三 振 | 暴 投 | ボ 丨 ク | 失 点 | 自 責 点 | 防 御 率 | W H I P |
| ---------- | ---------- | ----- | ----- | ----- | ----- | -------- | ----- | ----- | -------- | ----------- | ----- | ----- | -------- | -------- | ----------- | -------- | ----- | -------- | -------- | ----- | -------- | ----- | -------- | -------- | ------- |
| 1928       | CLE        | 23    | 1     | 0     | 0     | --       | 0     | 2     | 1        | --          | .000  | 249   | 49.0     | 64       | 4           | 32       | --    | 0        | 15       | 0     | 0        | 42    | 36       | 6.61     | 1.96    |
| 1929       | CLE        | 29    | 11    | 0     | 0     | --       | 1     | 0     | 0        | --          | 1000  | 84    | 17.2     | 24       | 2           | 5        | --    | 3        | 4        | 0     | 0        | 15    | 11       | 5.60     | 1.64    |
| 1930       | CLE        | 36    | 19    | 7     | 0     | --       | 11    | 10    | 2        | --          | .524  | 793   | 175.1    | 205      | 9           | 68       | --    | 4        | 45       | 5     | 0        | 108   | 82       | 4.21     | 1.56    |
| 1931       | CLE        | 40    | 24    | 9     | 0     | --       | 13    | 14    | 1        | --          | .481  | 880   | 194.0    | 229      | 8           | 72       | --    | 6        | 63       | 3     | 1        | 119   | 94       | 4.36     | 1.55    |
| 1932       | CLE        | 39    | 32    | 17    | 1     | --       | 15    | 13    | 0        | --          | .536  | 1106  | 254.2    | 277      | 9           | 68       | --    | 3        | 90       | 1     | 0        | 125   | 106      | 3.75     | 1.35    |
| 1933       | CLE        | 43    | 31    | 14    | 2     | --       | 15    | 17    | 4        | --          | .469  | 1073  | 253.0    | 254      | 10          | 67       | --    | 3        | 81       | 2     | 0        | 113   | 83       | 2.95     | 1.27    |
| 1934       | CLE        | 44    | 29    | 17    | 6     | --       | 20    | 12    | 4        | --          | .625  | 1072  | 255.1    | 246      | 6           | 81       | --    | 7        | 91       | 2     | 0        | 97    | 74       | 2.61     | 1.28    |
| 1935       | CLE        | 42    | 35    | 17    | 4     | --       | 22    | 11    | 2        | --          | .667  | 1206  | 287.1    | 313      | 6           | 53       | --    | 0        | 95       | 1     | 0        | 120   | 105      | 3.29     | 1.27    |
| 1936       | CLE        | 36    | 30    | 13    | 0     | --       | 15    | 15    | 1        | --          | .500  | 1031  | 224.2    | 294      | 13          | 71       | --    | 6        | 84       | 4     | 0        | 155   | 129      | 5.17     | 1.62    |
| 1937       | CLE        | 38    | 30    | 13    | 0     | --       | 15    | 12    | 2        | --          | .556  | 1038  | 233.2    | 269      | 9           | 86       | --    | 4        | 95       | 2     | 0        | 127   | 111      | 4.28     | 1.52    |
| 1938       | CLE        | 38    | 29    | 15    | 2     | --       | 17    | 10    | 4        | --          | .630  | 1026  | 240.0    | 257      | 16          | 62       | --    | 5        | 102      | 1     | 0        | 115   | 102      | 3.83     | 1.33    |
| 1939       | CLE        | 29    | 26    | 12    | 1     | --       | 15    | 9     | 1        | --          | .625  | 877   | 208.0    | 213      | 15          | 64       | --    | 3        | 67       | 1     | 0        | 89    | 81       | 3.50     | 1.33    |
| 1940       | CLE        | 31    | 25    | 5     | 0     | --       | 12    | 11    | 0        | --          | .522  | 797   | 186.1    | 200      | 16          | 59       | --    | 5        | 76       | 2     | 0        | 96    | 84       | 4.06     | 1.39    |
| 1941       | CLE        | 15    | 10    | 1     | 0     | --       | 5     | 4     | 0        | --          | .556  | 317   | 68.2     | 76       | 8           | 37       | --    | 2        | 21       | 1     | 0        | 43    | 40       | 5.24     | 1.65    |
| 1942       | CLE        | 29    | 29    | 13    | 4     | --       | 13    | 14    | 1        | --          | .481  | 842   | 198.2    | 179      | 8           | 82       | --    | 3        | 74       | 1     | 0        | 83    | 76       | 3.44     | 1.31    |
| 1943       | CLE        | 19    | 18    | 6     | 1     | --       | 8     | 7     | 1        | --          | .533  | 571   | 135.1    | 126      | 7           | 61       | --    | 1        | 40       | 0     | 0        | 57    | 46       | 3.06     | 1.38    |
| 1944       | CLE        | 30    | 27    | 12    | 2     | --       | 12    | 10    | 0        | --          | .545  | 843   | 196.1    | 211      | 5           | 69       | --    | 3        | 64       | 3     | 0        | 95    | 81       | 3.71     | 1.43    |
| 1945       | CLE        | 11    | 11    | 2     | 0     | --       | 3     | 7     | 0        | --          | .300  | 335   | 76.0     | 93       | 3           | 23       | --    | 0        | 16       | 4     | 0        | 37    | 31       | 3.67     | 1.53    |
| 1946       | CLE        | 13    | 12    | 4     | 1     | --       | 5     | 4     | 0        | --          | .556  | 382   | 92.1     | 85       | 4           | 31       | --    | 0        | 21       | 0     | 0        | 37    | 35       | 3.41     | 1.26    |
| 1947       | CLE        | 15    | 15    | 4     | 1     | --       | 6     | 4     | 0        | --          | .600  | 348   | 80.0     | 91       | 3           | 27       | --    | 1        | 17       | 0     | 1        | 41    | 40       | 4.50     | 1.48    |
| 通算：20年 | 通算：20年 | 582   | 433   | 181   | 25    | --       | 223   | 186   | 23       | --          | .545  | 14861 | 3426.1   | 3706     | 161         | 1118     | --    | 59       | 1161     | 33    | 2        | 1714  | 1447     | 3.80     | 1.41    |

- 各年度の太字はリーグ最高

### タイトル
- 最優秀防御率　1回：(1933年)